# Euphyia cervinipennis
Euphyia cervinipennis är en fjärilsart som beskrevs av Paul Dognin 1914. Euphyia cervinipennis ingår i släktet Euphyia och familjen mätare. Inga underarter finns listade i Catalogue of Life.